# Lemba sichuanensis
Lemba sichuanensis är en insektsart som beskrevs av Ma, E.-b., Y. Guo och C. Li 1994. Lemba sichuanensis ingår i släktet Lemba och familjen gräshoppor. Inga underarter finns listade i Catalogue of Life.